# 老人火

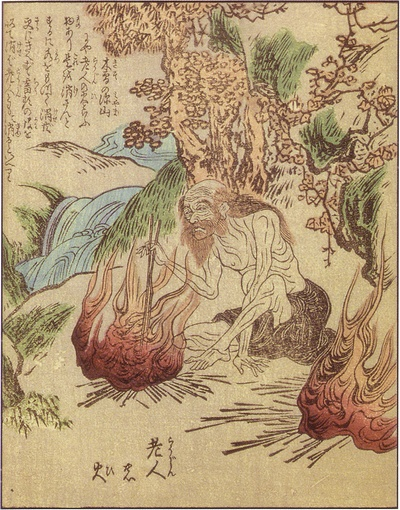
竹原春泉画『絵本百物語』より「老人火」

老人火（ろうじんび）または老人の火（ろうじんのひ）は、江戸時代の奇談集『絵本百物語』にある怪火。

## 概要
信州（現・長野県）と遠州（現・静岡県）の境で、雨の夜に山奥で現れる魔の火。老人とともに現れ、水をかけても消えないが、獣の皮ではたくと消えるという。
一本道で老人火に行き遭ったときなどは、履物を頭の上にのせれば火は脇道にそれて行くが、これを見て慌てて逃げようとすると、どこまでもついてくるという。
別名を天狗の御燈（てんぐのみあかし）ともいうが、これは天狗が灯す鬼火との意味である。
江戸後期の国学者・平田篤胤は、天狗攫いから帰還したという少年・寅吉の協力で執筆した『仙境異聞』において、天狗は魚や鳥を食べるが獣は食べないと述べている。また随筆『秉穂録』によれば、ある者が山中で肉を焼いているところへ、身長7尺（2メートル以上）の大山伏が現れたが、肉を焼く生臭さを嫌って姿を消したとある。この大山伏を天狗と見て、これら『仙境異聞』『秉穂録』で天狗が獣や肉を嫌うという性質が、老人火が獣の皮で消せるという説に関連しているとの指摘もある。

## 老人火にちなんだ作品
小説
- 京極夏彦『老人火』（続巷説百物語に収録）